# Kurt Asche
Pour les articles homonymes, voir Asche.
Kurt Asche, né le 11 octobre 1909 à Hambourg et décédé dans la même ville le 16 avril 1997, était un SS-Obersturmführer et le Judenreferent chargé de la déportation des Juifs et des Tsiganes durant la Seconde Guerre mondiale en Belgique. Sous sa direction, du 2 août 1942 à octobre 1943, plus de 10 000 Juifs et Tsiganes furent déportés via la Caserne Dossin à Malines vers Auschwitz.

## Judenreferent
Engagé dans la SA (section d'assaut) en 1931, il était membre du NSDAP. Dès 1935, il fait partie du SD. De 1939 à 1940, il est affecté au bureau local du SD à Lublin chargé de la « section juive ». Il assiste, comme il le reconnaitra plus tard, aux fusillades en masse perpétrées par les Einsatzgruppen de la Sicherheitspolizei et des SD. Au début de l'année 1941, il est muté à Bruxelles où il est le représentant du chef du service de la sécurité pour la Belgique et le Nord de la France. Il fut le premier Judenreferent (« expert de la question juive ») désigné par les nazis. Quelques mois plus tard, Kurt Asche prend la direction du « département juif » jusqu'à sa retraite forcée qui surviendra en octobre 1943 à la suite de ses malversations.
À Bruxelles, Asche prit en charge l'organisation des déportations vers Auschwitz. Il était en contact étroit avec Adolf Eichmann, le chef du RSHA à Berlin qui mit au point la Solution finale à l'échelle du Reich. Le responsable direct d'Asche était Ernst Ehlers. Kurt Asche mit sur pied l'Association des Juifs en Belgique (AJB) qui regroupait des représentants juifs dont les missions étaient directement confiées par l'occupant. L'AJB s'occupera ainsi de la distribution des étoiles jaunes auprès de ses ressortissants. Par la suite, l'AJB transmettra les « convocations à Malines » pour le « travail obligatoire » qui étaient en fait des « allers-simples » pour le camp d'extermination d'Auschwitz. Sur les trois premiers mois des déportations, 17 000 Juifs se présentèrent donc spontanément sans qu'Asche n'ait à organiser de rafle ou d'arrestation. Après la guerre, de nombreux témoins décrivirent Kurt Asche comme un « diable sur la terre » qui s'était par ailleurs largement enrichi en détournant les biens de ceux qu'il conduisait à la mort. Il sera, en raison de ces faits, muté à Gand. Il sera ensuite condamné par un tribunal militaire allemand à 16 mois de prison. Il purgera sa peine au camp de punition de Mauthausen.

## Après la guerre
Kurt Asche disparut en Allemagne sous la fausse identité de Kurt Klein jusqu'en 1962, année durant laquelle le Service central d'enquêtes sur les crimes nationaux-socialistes lui demandera des précisions quant à son identité. En 1975, Beate Klarsfeld, à sa recherche, retrouva sa trace à Hambourg.

## Son procès
Le procès de Kurt Asche se déroule à Kiel, en Allemagne, le 26 novembre 1980. Kurt Asche devait comparaître en même temps que son supérieur direct Ernst Ehlers. Ce dernier s'étant suicidé le 4 octobre 1980, Asche comparaît seul. L'historien Maxime Steinberg est l'expert belge de la partie civile. Face aux accusations de complicité de meurtre, Asche n'a de cesse de « charger » son supérieur (mort), arguant qu'il ne faisait qu'obéir aux ordres et qu'en outre il ignorait tout du sort réservé aux Juifs. Le verdict est prononcé le 8 juillet 1981. Kurt Asche est condamné à sept années de réclusion. Le tribunal commente sa « clémente » décision en expliquant qu'il tient compte de l'âge avancé de l'inculpé, qul ne connaîtra probablement plus la liberté, la priorité étant que « justice ait été rendue »,. Après avoir purgé une partie de sa peine, Asche vit encore plusieurs années à Hambourg où il meurt le 16 avril 1997 à l'âge de 87 ans.